# 이숭인
이숭인(李崇仁, 1347년~1392년 9월 10일(음력 8월 23일))은 고려 숙옹부승 직책을 지낸 고려 말의 시인, 대학자이다. 호는 도은(陶隱), 자는 자안(子安), 본관은 성주이며, 길재 대신 삼은으로 꼽히기도 한다. 포은 정몽주의 문하생이었다. 권신 이인임의 7촌 조카였다.

## 생애
고려 공민왕 때였던 1360년에 성균시(成均試)에 합격하였고, 1362년에 예위시(禮闈試) 병과(丙科) 제2인에 급제하였다. 과거에 급제한 후 숙옹부승에 제수된 후 장흥고사(長興庫使)가 되어 진덕박사(進德博士)를 겸하였고, 나중에는 예의 산랑(禮儀散郞)·예문 응교(藝文應敎)·문하사인(門下舍人) 등을 역임했다. 공민왕이 성균관을 개창(改創)한 뒤 정몽주 등과 함께 학관(學館)을 겸했다. 고려 문사(文士)를 뽑아 명나라에 보낼 때 1등으로 뽑혔으나 나이가 어려 가지 못했다. 정도전 등과 함께 원나라의 사신을 돌려보낼 것을 청하다가 유배된 적이 있다. 그 후 정몽주와 함께 실록을 편수하고, 1386년(우왕 12)에 사신으로 명나라에 다녀온 후 이인임의 인족(姻族)이라 하여 유배되기도 하였다. 1389년 창왕 때에도 사신으로 명나라에 다녀왔다. 그 후에도 혼란기를 맞아 유배·감금되었고, 1392년(공양왕 4) 이방원에게 정몽주가 처형되자 그의 일당으로 몰려 유배되었다.
조선이 건국되자 유배 도중 정도전의 사주를 받은 황거정에게 고의적 장형으로 처형되었다.

## 이숭인이 등장하는 작품
- 《용의 눈물》(KBS, 1996년~1998년, 배우:이용진)
- 《정도전》(KBS, 2014년, 배우:정희태)

## 기타
고려 말기의 권신 이인임, 이인복, 이인립, 이인민 형제는 그의 7촌 재종숙이었다. 그의 재종형제이자 이인립(이인임의 아우)의 아들인 이제는 이성계의 사위였다.

## 평가
성리학에 조예가 깊었고, 특히 시문(詩文)에 이름이 높았다. 명과의 외교 문제를 맡아 썼으며, 그의 명문장은 명 태조를 탄복시켰다. 저서로는 《도은선생시집》(흔히 《도은집》)과 초옥자전(草屋子傳)등이 있다.

## 관련 문화재
- 도은선생시집 권1～2 - 대한민국 보물 제2027호